# Jason Bent
Jason Andrew Bent (* 3. August 1977 in Toronto (Scarborough), Ontario) ist ein ehemaliger kanadischer Fußballspieler. 2006 musste er seine Karriere aufgrund einer schweren Knieverletzung beenden.
Derzeit ist er Co-Trainer beim Toronto Football Club.

## Vereinskarriere
Bent begann seine Karriere in der Fußballmannschaft der University of Maryland. In knapp zwei Jahren lief er 24 Mal für seine Mannschaft auf und konnte im Jahr 2006 den Meistertitel in der Atlantic Coast Conference Championship feiern.

### Lehrjahr in Deutschland
1997 nahm er mit Kanada an der Junioren-WM in Malaysia teil, welche ihm den Weg nach Europa ebnete. Der damalige Trainer des FSV Zwickau, Heinz Werner, hatte das Vorrundenspiel zwischen Kanada und Argentinien im Fernsehen gesehen. Kanada verlor das Spiel gegen den übermächtigen Gegner zwar mit 1:2, doch waren Werner, der als Talentförderer bekannt war, mit Bent und Dwayne De Rosario zwei kanadische Talente aufgefallen, die er nun unbedingt verpflichten wollte. So kam es, dass beide zur Saison 1997/98 beim damaligen deutschen Zweitligisten einen Vertrag unterschrieben.
In Folge erhielt Bent unter Werner viel Einsatzzeit und avancierte aufgrund seiner engagierten Spielweise zu einer Art Fanliebling. Innerhalb der Mannschaft hatte er jedoch mit Anfeindungen zu kämpfen. Der zum Großteil vom früheren Erfolgstrainer Gerd Schädlich zusammengestellte Mannschaftskern war über die Jahre zusammengewachsen und zeigte nur wenig Bereitschaft den jungen Kanadier zu integrieren. Als der Verein auch noch tief in den Abstiegskampf geriet und Werner durch Charly Körbel ersetzt wurde, kam Bent auf fast gar keine Einsatzzeiten mehr. Am Ende der Saison stieg Zwickau als Vorletzter in die Regionalliga ab, woraufhin Bent den Verein wieder verließ und in die noch junge Major League Soccer zu den Colorado Rapids wechselte.

### Leistungsträger in der MLS
Bereits vor seiner Ankunft in Colorado wurde er in einer Presseaussendung des Vereins mit Vorschusslorbeeren überhäuft, welche den Erfolgsdruck auf den noch jungen Spieler erhöhten. Wider Erwarten kam Bent jedoch damit klar und wurde auf Anhieb Leistungsträger. In drei Spielzeiten erreichte er mit den Rapids jeweils das Viertelfinale der Play-offs bzw. 1999 das Finale des US-amerikanischen Cup-Bewerbs, welches man jedoch mit 0:2 gegen die Rochester Raging Rhinos aus der zweitklassigen USL First Division verlor. Trotz seines unangefochtenen Status als Stammspieler in Colorado, war Bent mit den vielen Jahren im Mittelmaß der MLS unzufrieden. Außerdem wollte er noch einmal nach Europa und schlug deshalb mehrere Angebote von MLS-Teams aus und schloss sich in der europäischen Winterübertrittszeit der dänischen Topmannschaft FC Kopenhagen an.

### Rückkehr nach Europa
Zuvor hatte eine längere Probezeit beim englischen Erstligisten AFC Sunderland zu keiner Vertragsunterzeichnung geführt. In Kopenhagen, welche Tabellenführer in der Superliga waren blieb er für drei Monate, ehe er, ohne ein offizielles Spiel bestritten zu haben, den Verein wieder verließ. Über die Gründe der vorzeitigen Vertragsauflösung gab es mehrere Gerüchte, da sich jedoch weder Bent, noch der Verein offiziell dazu äußerten, blieb es bei Spekulationen.
Da das europäische Transferfenster bereits geschlossen war, blieb Bent bis zum Sommer 2001 vereinslos. Die Vereinssuche gestaltete sich jedoch auch im Sommer äußerst schwierig, da Bent über Monate keine Spielpraxis gesammelt hatte und sich in einem körperlich schlechten Zustand befand. Trotzdem wollte er nicht zurück in die Vereinigten Staaten, sondern sein Glück in England versuchen. Erst über Vermittlung seines langjährigen Nationalmannschaftskameraden Carlo Corazzin kam er zu einem Probetraining beim damaligen englischen Division-Three-Team Plymouth Argyle, welches ihn daraufhin unter Vertrag nahm. Statt in der Premier League kam er daraufhin in der 4. englischen Liga zum Einsatz, in der er zu einem der besten Spieler avancierte. Gleich in seiner ersten Spielzeit bei den Pilgrims, schaffte er mit dem Verein den unangefochtenen Meistertitel in der Division Three und den damit verbundenen Aufstieg in die dritte Liga. Dort spielte die Mannschaft mit Bent als Kapitän im ersten Jahr lange um den Aufstieg in die Football League Championship mit und erreichte am Saisonende den guten 8. Tabellenendrang. In der Folgesaison schaffte man den Meistertitel in der Football League One und den damit verbundenen zweiten Aufstieg in drei Jahren. Bent hatte in der Hinrunde der Saison maßgeblichen Anteil am Höhenflug seiner Mannschaft, fiel jedoch die gesamte Rückrunde der Saison aufgrund einer, im November 2003 während eines Länderspiels für Kanada, zugezogenen schweren Knieverletzung aus. Als er zur Saison 2004/05 immer noch nicht spielfähig war, wurde sein Vertrag bei Plymouth aufgelöst. Die Verletzung sorgte zwischen den Club-Verantwortlichen von Plymouth und der FIFA für eine Kontroverse, da Plymouth eine Entschädigung für den Ausfall von Bent forderte. Bereits zuvor gab es zwischen Plymouth und der FIFA Differenzen über die Abstellung des Spielers für Freundschaftsspiele der kanadischen Nationalmannschaft – die Bent jedoch durch freiwilligen Verzicht lösen konnte.  Die Forderung wurde von der mächtigen G-14 unterstützt, hatte jedoch trotz des Urteils im Prozess rund um den Spieler Abdelmajid Oulmers und seinem Verein Sporting Charleroi keinen Erfolg.

### Der „Lipa“-Skandal
Neben dem Streit sorgte auch ein handfester Skandal in dieser Saison für Aufsehen. Im Spiel gegen Port Vale hatte sich dessen österreichischer Abwehrchef Andreas Lipa nach einem Zweikampf mit Bent zu einer rassistischen Äußerung hinreißen lassen. Bent machte die Entgleisung Lipas publik, was ein herbes Medienecho mit sich brachte. Ironischerweise passierte der Vorfall auch noch in der offiziellen Anti-Rassismus-Aktionswoche der Liga, wodurch der Fall noch mehr an Brisanz in den Medien gewann und im gesamten Land publiziert wurde. In Folge entschuldigte sich Lipa offiziell bei Bent und unterstrich, dass seine Äußerung nicht entschuldbar sei, er diese jedoch im Hitze des Gefechts getätigt hätte und auf keinen Fall rassistisch veranlagt sei. Wenn er könnte, würde er die Zeit zurückdrehen. Weiters zahlte Lipa eine Geldstrafe, die für die Anti-Rassismus-Kampagne der Liga verwendet wurde. Bent akzeptierte die Entschuldigung Lipas, woraufhin das mediale Interesse wieder abebbte. Aufgrund der Versöhnung zwischen Lipa und Bent und der Tatsache, dass Spieler und Verein von weiteren Schritten absahen, wurde auch das zuvor von der FA gegen Lipa eingeleitete Verfahren eingestellt.

### Endgültiges Karriereende
Bent unternahm in Folge beim schottischen Verein Motherwell FC und beim schwedischen Halmstads BK zwei Comeback-Versuche, die jedoch scheiterten. Im April 2006 erklärte er daraufhin sein endgültiges Karriereende. Er hatte alles versucht, noch einmal professionell Fußball spielen zu können, die Knieverletzung war jedoch derartig schwer, dass ein weiterer Comebackversuch keinen Sinn mehr ergab.

## Nationalmannschaft
Zum ersten Mal machte Bent im Kreis der U-20 Nationalmannschaft Kanadas, während der Junioren-Fußballweltmeisterschaft 1997 in Malaysia, auf sich aufmerksam. Kanada wurde in eine Gruppe mit Australien, Ungarn und Argentinien gelost, in der sie als krasser Außenseiter eingestuft wurden. Nach einem 0:0 gegen Australien im Auftaktspiel, bot man bei der 1:2-Niederlage gegen die mit Spielern wie Pablo Aimar, Esteban Cambiasso und Juan Román Riquelme gespickte argentinische U-20-Auswahl eine starke Leistung, in der Bent den Aktionsradius von Riquelme erfolgreich minimieren konnte. Es folgte ein 2:1-Sieg gegen Ungarn, welcher den überraschenden Aufstieg in die Play-offs bedeutete. Dort schied man durch eine 0:2-Niederlage gegen Spanien aus dem Turnier aus.
Mit der kanadischen Fußballnationalmannschaft feierte er 2000 mit dem überraschenden Gewinn des CONCACAF Gold Cups seinen größten Erfolg. Im Finale besiegte man das favorisierte Kolumbien mit 2:0.
Es folgte ein dritter Platz beim CONCACAF Gold Cup 2002 und die Teilnahme am Confed-Cup 2001, wo man jedoch bereits in der Vorrunde ausschied, ehe er seine Karriere, durch eine im freundschaftlichen Länderspiel gegen Irland zugezogene schwere Knieverletzung beenden musste.
Insgesamt absolvierte er 32 Länderspiele ohne Torerfolg für Kanada.

## Erfolge

### Nationalmannschaft
- CONCACAF Gold Cup 2000: Sieger
- CONCACAF Gold Cup 2002: 3. Platz

### Vereinsmannschaft
- 1× Meister Football League One: 2003
- 1× Meister Football League Third Division: 2001
- 1× Finalist Lamar Hunt U.S. Open Cup: 1999
- 1× Meister Atlantic Coast Conference Championship: 1996